# The Dogs Bark
The Dogs Bark: Public People and Private Places là một tuyển tập các tác phẩm của tác giả người Mỹ Truman Capote. Cuốn sách được xuất bản vào ngày 12 tháng 9 năm 1973 và bao gồm các bài tiểu luận.

## Sáng tác
Phần lớn tác phẩm là cái nhìn hồi tưởng về cuộc đời của Truman Capote kéo dài trong khoảng thời gian từ 1942 đến 1972. Tựa đề, lấy cảm hứng từ tác giả André Gide, được lấy từ câu ngạn ngữ Ả Rập: "Chó sủa mặc chó, lữ hành cứ đi".

## Tiếp nhận và phê bình
Lis Harris khi viết cho tờ The New Yorker đã nói: "Capote mô tả những tác phẩm này là "những hình bóng và đồ lưu niệm" và "một bản đồ bằng chữ về cuộc đời tôi "- một mô tả hơi phiến diện, nhưng, giống như hầu hết các tác phẩm phi hư cấu của Capote, hoàn toàn phù hợp. Tiêu đề được lấy từ một câu tục ngữ Ả Rập: "Chó sủa mặc chó, lữ hành cứ đi" (Gide nói với Capote một ngày ở Tangiers khi Capote đang càu nhàu về một bài đánh giá tồi), và hầu hết nội dung đều nói về con người và những địa điểm mà Capote đã quan sát sau năm 1942. Mặc dù đồ sộ và kể về một quãng thời gian dài, cuốn sách này không có ý kiến chính trị hoặc xã hội dưới bất kỳ hình thức nào; nếu Capote có bất kỳ ý kiến gì, ông đã luôn giữ chúng tách biệt khỏi tác phẩm của mình; và cũng vì thế mà tác phẩm phần nào thiếu chiều sâu. Tuy nhiên, nó chứa những quan sát tinh tế, sắc nét về con người, những hồi tưởng hấp dẫn và những câu chuyện du hành, những bản phác thảo tuyệt vời, những giai thoại, và cả những câu chuyện kinh dị đáng sợ nhất mà bạn từng nghe. Có lẽ không phải là một đĩa súp sâu, mà là một đĩa súp ngon tuyệt vời."